# Phyllospongiinae
Famille
Les Phyllospongiinae sont une sous-famille d'éponges de la famille des Thorectidae et de l'ordre des Dictyoceratida.

## Systématique
Selon les sources la famille des Phyllospongiinae est attribuée à différents auteurs :
- par le WoRMS[1] à Alpheus Hyatt en 1877[2] ;
- par BioLib[3] à Conrad Keller (d) en 1889[4] ;
- par l’ITIS[5] à Patricia Bergquist, Shirley J. Sorokin (d) et Peter Karuso (d) en 1999.

## Liste des genres
Selon World Register of Marine Species (27 novembre 2021) :
- genre Lendenfeldia Bergquist, 1980[6]
- genre Phyllospongia Ehlers, 1870[7]
- genre Polyfibrospongia Bowerbank, 1877
- genre Strepsichordaia Bergquist, Ayling & Wilkinson, 1988[8]

## Publication originale
- (en) Alpheus Hyatt, « Revision of the North American Poriferae; with Remarks upon Foreign Species. Part II », Memoirs read before the Boston Society of Natural History, Boston, Inconnu, vol. 2,‎ 1877, p. 481-554 (ISSN 0271-5708, OCLC 1680888, lire en ligne).